# بوتشيج
بوتشيج (بالروسية: Пучеж) هي إحدى مدن روسيا في الكيان الفدرالي الروسي إيفانوفو أوبلاست.